# Bursoplophora iberica
Bursoplophora iberica är en kvalsterart som beskrevs av Subías och Pérez-Íñigo 1978. Bursoplophora iberica ingår i släktet Bursoplophora och familjen Protoplophoridae. Inga underarter finns listade.